# Divaška jama
Divaška jama je dolga 700 m in ima več kot 1500 m poti. Pri ogledu jame se spustimo do globine 76 m. V njej najdemo razne stalagmite, sigaste kope, ciprese, številne zavese in sveče. V njej se nahaja tudi tako imenovana Zakladnica z mnogimi belo-rdečimi zavesami ter helektitnimi izrastki in velikimi kristali. Jamo je leta 1884 odkril Gregor Žiberna. 